# Tupaia moellendorffi
Tupaia möllendorffi là một loài động vật có vú trong họ Tupaiidae, bộ Scandentia. Loài này được Matschie mô tả năm 1898.